# Snatch (trilha sonora)
Snatch é a trilha sonora do filme homônimo lançado em 2001.

## Faixas
1. Brad Pitt - Kuasehfgaiurgh (Dialogue From Film)
2. Klint - Diamond
3. Overseer - Supermoves
4. The Johnston Brothers - Hernando's Hideaway
5. The Stranglers - Golden Brown
6. 10cc - Dreadlock Holiday
7. John Murphy - Hava Nagila
8. Dennis Farina - Avi Arrives (Dialogue From Film)
9. Maceo & The Macks - Cross The Tracks (We Better Go Back)
10. Mirwais - Disco Science
11. Alan Ford - Nemesis (Dialogue From Film)
12. Bobby Byrd - Hot Pants (I'm Coming, Coming, I'm Coming)
13. Madonna - Lucky Star
14. The Specials - Ghost Town
15. Klint - Are You There
16. The Herbaliser - Sensual Woman
17. Massive Attack - Angel
18. Oasis - F**kin' In The Bushes
19. Huey 'Piano' Smith & The Clowns - Don't You Just Know It
20. Dennis Farina - Avi's Declaration (Dialogue From Film)